# Magny-en-Vexin (tổng)
Tổng Magny-en-Vexin là một tổng, thuộc tỉnh Val-d'Oise trong vùng Île-de-France.

## Các xã
- Magny-en-Vexin (thủ phủ) (5 656 dân)
- Saint-Gervais (893 dân)
- Vétheuil (858 dân)
- Saint-Clair-sur-Epte (801 dân)
- Bray-et-Lû (753 dân)
- Aincourt (657 dân)
- Chaussy (602 dân)
- La Roche-Guyon (550 dân)
- Genainville (490 dân)
- Villers-en-Arthies (426 dân)
- Vienne-en-Arthies (352 dân)
- Ambleville (350 dân)
- Montreuil-sur-Epte (350 dân)
- Omerville (337 dân)
- La Chapelle-en-Vexin (320 dân)
- Wy-dit-Joli-Village (307 dân)
- Haute-Isle (296 dân)
- Buhy (267 dân)
- Hodent (267 dân)
- Arthies (258 dân)
- Saint-Cyr-en-Arthies (226 dân)
- Maudétour-en-Vexin (177 dân)
- Amenucourt (173 dân)
- Chérence (143 dân)
- Banthelu (138 dân)
- Charmont (32 dân)